# Intermezzi, op. 117 de Brahms
Les Trois Intermezzi pour piano, op. 117, sont un recueil de trois pièces pour piano seul composé en 1892 par Johannes Brahms.
Ces trois pièces sont :
1. Andante moderato à 
, en mi bémol majeur ;
2. Andante non troppo e con molta espressione à 
, en  si bémol mineur ;
3. Andante con moto à 
, en ut dièse mineur.

### Banques de données, dictionnaires et encyclopédies
- Ressources relatives à la musique :   - International Music Score Library Project
  - AllMusic
  - MusicBrainz (œuvres)
  - Muziekweb
- Notices d'autorité :   - VIAF
  - BnF (données)
  - GND
  - Israël